# Port lotniczy Marina di Campo
Port lotniczy Marina di Campo – lotnisko położone w Campo nell’Elba, na wyspie Elba we Włoszech.

## Linie lotnicze i połączenia
| Linia Lotnicza        | Kierunek                                                                     |
| --------------------- | ---------------------------------------------------------------------------- |
| Rhein-Neckar Air      | Sezonowo: 1. Friedrichshafen (od 17 maja 2024) 2. Mannheim (od 17 maja 2024) |
| Swiss Flight Services | Sezonowo: 1. Berno 2. La Chaux-de-Fonds                                      |